# The New Raemon
The New Raemon és el nom artístic del cantautor català Ramón Rodríguez (Cabrils, 1976). Anteriorment havia estat vocalista de Madee i Ghouls'n'Ghosts. Els seus treballs són majoritàriament en castellà.

## Història
Abans de crear The New Raemon, Ramón Rodríguez va estar en diferents grups, com Madison –que després passaria a dir-se Madee– o Ghouls'n'Ghosts. El 2008 s'embarca en aquest projecte entre el pop-indie i el folk i publica A propósito de Garfunkel (2008), que rep una bona acollida tant del públic com de la crítica. Després dels dos àlbums d'alliberació Libre Asociación (2011) i, en especial, Tinieblas, por fin (2012), l'artista va publicar Oh, Rompehielos  el 2015, retornant amb BCore. En aquest disc predominen els mig temps esquerps i una nova puresa que Ramón ha intentat preservar autoproduint-se l'àlbum. A tres dels seus músics habituals (Marc Prats, Pablo Garrido i Marc Clos), s'hi sumen ara Salvador d'Horta a la bateria i Javi Vega al baix, per acabar de donar forma a aquesta producció.

## Discografia
| Any  | Títol                                 | Format                                     | Discogràfica                |
| 2008 | A propósito de Garfunkel              | LP                                         | BCore Disc                  |
| 2008 | La invasión de los ultracuerpos       | EP                                         | BCore Disc                  |
| 2009 | La dimensión desconocida              | LP                                         | BCore Disc                  |
| 2010 | Cuaresma                              | EP                                         | BCore Disc                  |
| 2010 | Epés Reunidos                         | LP                                         | BCore Disc                  |
| 2011 | Libre Asociación                      | LP                                         | BCore Disc                  |
| 2011 | El Problema de los Tres Cuerpos       | LP (amb Francisco Nixon i Ricardo Vicente) | Cydonia/Playas de Normandía |
| 2012 | Tinieblas, por fin                    | LP                                         | Marxophone                  |
| 2013 | Convergència i Unió                   | LP (amb Maria Rodés i Martí Sales)         | BCore Disc                  |
| 2015 | Oh, Rompehielos                       | LP                                         | BCore Disc                  |
| 2017 | Quema la memoria                      | LP                                         | Bcore Disc                  |
| 2018 | Una canción de cuna entre tempestades | LP                                         | BMG                         |